# CNews
CNews (anteriormente I-Télévision e I-Télé) é um canal de televisão de informação francês, subsidiária do grupo Canal+.
É um canal em sinal aberto (Free-to-Air) principalmente na TNT, por cabo, por satélite, televisão via ADSL, televisão móvel (smartphones e tablets), e em direto na Internet.
Criada a 4 de novembro de 1999 como um canal de cabo - concorrente da LCI, do Grupo TF1 lançado cinco anos antes, a I-Télé é transformada num canal gratuito a partir da sua chegada a televisão digital terrestre francesa, em outubro de 2005, a BFM TV, torna-se então a sua principal concorrente.
Em setembro de 2008, enquanto a BFM TV se define como o "primeiro canal de informação de França", a nova administração da I-Télé adota um "novo modelo editorial" com o objetivo de recuperar alguma audiência, particularmente em face do canal do grupo NextRadioTV.
Em 31 de julho de 2016, Cécilia Ragueneau, CEO do canal, desde janeiro de 2012, e Celine Pigalle, diretora de redação e diretora de informação do Grupo Canal+, desde maio de 2012, são demitidos.
O canal deveria ter sido renomeado para CNews a 24 de outubro de 2016. Dada a greve dos jornalistas, a administração decidiu mudar o nome do canal posteriormente. I-Télé é finalmente renomeado CNews em 27 de fevereiro de 2017.
A sua linha editorial é descrita como muito direita e conservadora, com uma orientação cada vez mais extrema-direita e identitária, abordando temas de campanha como a imigração e a insegurança, com destaque para a presença de Éric Zemmour (até sua saída em setembro de 2021).

## História
Foi criado em 4 de novembro de 1999, como concorrente do canal de LCI do Groupe TF1. A Télé tornou-se um canal gratuito ao acessar a TDT em outubro de 2005, sendo a BFM TV sua principal concorrente neste sistema. Às 11:58 da manhã, dois minutos antes do meio-dia, oficialmente o canal é oficialmente lançado por Pierre Lescure, quinze anos após o dia da criação do Canal +.
Em 9 de setembro de 2002, às 19h20, a estação mudou seu logotipo e seu nome para I-Télé.
A rede está passando por um novo plano social em março de 2003, quando 138 dos 305 postos e outros subcontratados do Grupo Canal + são eliminados. Após uma greve, a notícia do meio-dia de 14 de fevereiro de 2003 é substituída por uma edição menor que apresenta Priscila de Selve e é realizada pelas equipes do canal. Este diário é iniciado experimentalmente às 13:00 em vez das 12:30.
Desde setembro de 2004, Guilluame Durand, da Europa, realiza uma entrevista todos os dias todas as noites. Depois de apresentar a sessão da tarde de informação na transmissão do sinal (06:00 - 21:00) durante o período de 2003-2004, Bruce Toussaint brevemente em setembro de 2004, tema confro pas N'aynos peur des mots na programação do canal. Em outubro do mesmo ano, seu sucessor Samuel Étienne desapareceu após a saída de Thiery Gilardi no TF1; Bruce Toussaint entra em vigor em duo com Stephanie Renouvin no noticiário La Matinale, que é transmitido ao vivo todas as manhãs pelo Canal + e o resto da programação do canal durante a temporada 2004-2005.
Em 9 de maio de 2005, o canal é selecionado pela CSA para oferta gratuita de televisão digital terrestre.
Desde setembro deste ano, o La Matinale, originalmente compartilhado com o Canal + e o I-Télé, não está mais transmitindo as notícias da mesma cadeia; I-Matin, um programa matutino que é exibido por Laurent Bazin e Nathalie Iannetta.
Durante o outono de 2005, Marie Drucker deixa Canal +, onde os registros mostram depois de ocupar o canal de tomar o controle de Soir 3 em France 3 e continue seu trabalho em RTL, porque "" ele escolheu sua homenagem na casa da RTL "".
Em setembro de 2005, Jean-Claude Paris agradeceu a sua audiência por trabalhar no Canal + Group, onde substituiu Valérie Lecasble.
Em 14 de outubro de 2005, às 19h20, a I-Télé lançou o canal nº 16 na TDT, que começa com a disfunção da política de manutenção do Le Franc Parler, simultaneamente pela France Inter em associação com a Le Point. Neste momento, a rede emprega 45% dos jornalistas, incluindo 18 correspondentes na França e três no exterior. Das 7:00 às 9:00, o programa da manhã por Laurent e Nathalie Bazin Ianneta, meio-dia, 12:00-14:00, a outra notícia que é hospedado por Sophia Synodinos e Laurent Kouchner apresentado. Harry Roselmack diz que La Grande Édition é transmitida das 18h às 18h30, antes de La Grande Édition, a suíte de Guillaume Durand até as 19h30. Finalmente, Samuel Etienne apresenta a edição da tarde das 23:00. Fora destes programas de notícias, a I-Télé emitiu 9 compromissos diários e 18 revistas semanais.
Em setembro de 2007, o canal está lançando 2 novos grandes sessões de informação: midi Actu 12:00-14:00, organizado por Olivier Benkemoun com Valentine Desjeunes (notícias) e Soir Informações 22:00-23:00 (três transmissões ao vivo) orquestradas por Nicolas Charbonneau e Priscilia Selve (notícia).
Desde 2008, a cadeia é dirigida por Pierre Fraidenraich e Thierry Thuillier.
Em 15 de setembro de 2016, por decisão do Canal + Groupe, o nome do canal passou a se chamar CNews.
Em setembro de 2015, o presidente do Conselho Supervisor do grupo Canal +, Vincent Boloré, anunciou que os canais I-Télé, D8 e D17 livres mudariam seus nomes para se tornarem CNews, C8 e Cstar, respectivamente, para aproximá-los do mesmo canal. Para acompanhar, os rostos da diretora do BFMTV, Cecilia Raguneau, e da editora Céline Pigalle serão substituídos por Phillipe Labro e Guillaume Zeller. Depois de meses sem novidades, em abril de 2016 foi anunciado que o canal seria renovado como Canal News em meados de outubro deste ano.
Em 1º de fevereiro de 2017, às 5:58, o canal muda seu nome para CNews.

## Audiência
|      | Janeiro | Fevereiro | Março | Abril | Maio  | Junho | Julho | Agosto | Setembro | Outubro | Novembro | Dezembro | Média anual |
| ---- | ------- | --------- | ----- | ----- | ----- | ----- | ----- | ------ | -------- | ------- | -------- | -------- | ----------- |
| 2007 |         |           |       | 0,3%  | 0,3%  | 0,3%  | 0,3%  | 0,3%   | 0,3%     | 0,3%    | 0,3%     | 0,3%     | 0,3%        |
| 2008 | 0,3%    | 0,3%      | 0,3%  | 0,3%  | 0,3%  | 0,4%  | 0,4%  | 0,3%   | 0,4%     | 0,4%    | 0,4%     | 0,4%     | 0,3%        |
| 2009 | 0,4%    | 0,4%      | 0,4%  | 0,5%  | 0,5%  | 0,7%  | 0,6%  | 0,6%   | 0,5%     | 0,5%    | 0,5%     | 0,6%     | 0,5%        |
| 2010 | 0,7%    | 0,6%      | 0,6%  | 0,6%  | 0,7%  | 1,0%  | 0,8%  | 0,7%   | 0,7%     | 0,8%    | 0,7%     | 0,7%     | 0,7%        |
| 2011 | 0,7%    | 0,8%      | 1,1%  | 0,8%  | 1,0%  | 0,9%  | 0,9%  | 0,8%   | 0,8%     | 0,8%    | 0,8%     | 0,7%     | 0,8%        |
| 2012 | 0,8%    | 0,8%      | 1,0 % | 0,9 % | 1,0 % | 0,9 % | 0,7 % | 0,7 %  | 0,8 %    | 0,7 %   | 0,8 %    | 0,6 %    | 0,8 %       |
| 2013 | 0,8 %   | 0,7 %     | 0,8 % | 0,8 % | 0,8 % | 0,7 % | 0,9 % | 0,7 %  | 0,7 %    | 0,8 %   | 0,8 %    | 0,8 %    | 0,8 %       |
| 2014 | 0,8 %   | 0,7 %     | 1,0 % | 0,9 % | 0,9 % | 1,0 % | 1,0 % | 0,9 %  | 1,0 %    | 0,9 %   | 0,9 %    | 0,8 %    | 0,9 %       |
| 2015 | 1,2 %   | 0,8 %     | 1,0 % | 0,9 % | 0,9 % | 1,0 % | 1,0 % | 0,9 %  | 0,9 %    | 0,9 %   | 1,6 %    | 1,0 %    | 1,0 %       |
| 2016 | 1,0 %   | 0,9 %     | 1,0 % | 1,0 % | 1,0 % |       |       |        |          |         |          |          |             |

Legenda :
Fundo verde : Melhor resultado histórico.
Fundo vermelho : Pior resultado histórico.